# Balakän (distrikt)
Balakən Rayonu är ett distrikt i Azerbajdzjan. Det ligger i den nordvästra delen av landet, 300 kilometer nordväst om huvudstaden Baku. Antalet invånare är 90 300. Arean är 920 kvadratkilometer.
Terrängen i Balakən Rayonu är varierad.
Följande samhällen finns i Balakən Rayonu:
- Belokany
- Katex
- Qazma
- Ganifa
- Talalar
- Mahamalar
- Qaysa
- Sharifoba
- Kortala
- Şambul
- Xalatala
- Pushtbina
- İtitala
- Katsbina
- Sarıbulaq
- Qabaqçöl
- Poshtbina
- Çederovtala
- Rochakhmed

I omgivningarna runt Balakən Rayonu växer i huvudsak lövfällande lövskog. Runt Balakən Rayonu är det ganska tätbefolkat, med 96 invånare per kvadratkilometer.